# Zmej Gorynyč
Lo Zmej Gorynyč (in russo Змей Горыныч?) è un drago della mitologia slava presente nelle byliny e nei racconti popolari. Secondo la tradizione, vive in una montagna vicino al fiume infuocato Smorodina e sorveglia il Ponte Kalinov, il passaggio verso il regno dei morti. Noto per il rapimento di fanciulle, lo Zmej Gorynyč è stato l'avversario del Bogatyr Dobrynja Nikitič nella bylina Dobrynja i Zmej (in russo Добрыня и Змей?, "Dobrynja e il drago"), di Ivan Zarevic e di Teodoro di Amasea nello Skazanie o podvigach Fëdora Tirinina (Сказание о подвигах Фёдора Тиринина, La leggenda delle gesta di Fëdor Tirinin).
Il patronimico Gorynyč può derivare da goret' (гореть, "bruciare") oppure da gore, (горе) montagna. Secondo Vladimir Ivanovič Dal', il patronimico deriva dal nome del bogatyr e gigante delle montagne Gorynja. In lingua bulgara "montagna" e "foresta" usano la stessa parola e di conseguenza Zmej Gorynyč può indicare "Serpente della foresta". Altre versioni del patronimico sono Gorynič (Горынич), Gorynčat (Горынчат), Gorynčišče (Горынчище) e Gornynišče (Горынище). Nella mitologia serba è noto come Zmaj Ogneni, Змaj Огњени, ovvero "Serpente di fuoco".
La figura del Gorynyč è stato interpretata come un'immagine collettiva dei Cumani.

## Caratteristiche
Il folklorista sovietico Vladimir Jakovlevič Propp osservò che, nelle fiabe e nelle byliny, lo Zmej Gorynyč non viene descritto in maniera dettagliata, ma si accenna soltanto al fatto che possieda più di una testa (da tre a dodici) e che sia in grado di volare e sputare fuoco. Nelle stampe popolari, viene spesso raffigurato con una lunga coda terminante a punta di freccia e zampe artigliate. Nella raccolta di byliny curata da Aleksandr Nikolaevič Afanas'ev, l'unico riferimento specifico a delle "ali di fuoco" compare nel racconto Frolka-siden'.
La comparsa del drago è accompagnata da un rumore minaccioso, spesso accompagnato da pioggia o tuoni. Pur essendo strettamente legato all'elemento del fuoco, lo Zmej Gorynyč è anche associato all'acqua e in alcune fiabe dimora nell'acqua o dorme su una pietra in mezzo al mare. Allo stesso tempo, viene descritto come abitante delle montagne, il che potrebbe suggerire un legame con il nome "Gorynyč", che potrebbe derivare dal termine slavo Gorynja. Tuttavia, questa ambientazione non gli impedisce di essere considerato un mostro marino: in alcuni racconti vive in montagna, ma quando l'eroe si avvicina, il drago emerge dall'acqua.

## Cultura moderna

### Statue
- Nel 2000, a Petrozavodsk, nel Parco della Cultura e del Tempo libero, è stata installata una scultura dello Zmej Gorynyč in onore dell'Anno del Drago. Nel 2002, la scultura è stata spostata a Vilga.[11]

- A Novosibirsk, nel Parco Kirov, nel 2013, è stata installata una fontana con una composizione scultorea dedicata agli eroi delle fiabe russe, la cui figura principale è lo Zmej Gorynyč.[12]

- Vicino al villaggio di Kamenka, nello Zadonskij rajon dell'oblast' di Lipeck, è presente nel parco Kudykina Gora una statua gigante del drago Gorynyč.[13]

### Letteratura
- Nel racconto di Vasilij Makarovič Šukšin Do tret'ich petuchov, lo Zmej Gorynyč sta per sposare la figlia baffuta di Baba Jaga, minaccia di inghiottire Ivan-Durak per le sue bravate con la sposa, ma alla fine viene sconfitto dall'atamano Don.
- Nel romanzo Lunedì inizia sabato dei fratelli Arkadij e Boris Strugackij, lo Zmej Gorynyč viene usato per gli esperimenti all'Istituto di Ricerca sulla Stregoneria e la Magia.
- Nella fiaba in poesia Zmej Gorynyč di Dmitrij Polovnev, il drago è annoiato dalla sua vecchia vita e cerca di cambiarla
- Nel poema Zmej di Nikolaj Stepanovič Gumilëv è il sovrano di Lagor che, trasformandosi in drago, rapisce le ragazze per portarle nel suo palazzo.
- Nel poema Zmej Turagin (Змей Тугарин) di Aleksej Konstantinovič Tolstoj, possiede anche le proprietà di un mutaforma e, trasformatosi in cantante, canta alla festa del principe Vladimir.

### Pittura
- Boj Dobryni Nikitiča s semiglavym Zmeem Gorynyčem di Viktor Michajlovič Vasnecov, 1918.
- Boj Dobryni so Zmeem e Dobrynja Nikitič osvoboždaet ot Zmeja Gorynyča Zabavu Putjatičnu di Ivan Jakovlevič Bilibin, 1941.
- Pobeda di Nikolaj Konstantinovič Rerich, 1942. Realizzato durante la Grande Guerra Patriottica, mostra un bogatyr che taglia la testa al drago con il colore dell'uniforme nazista.

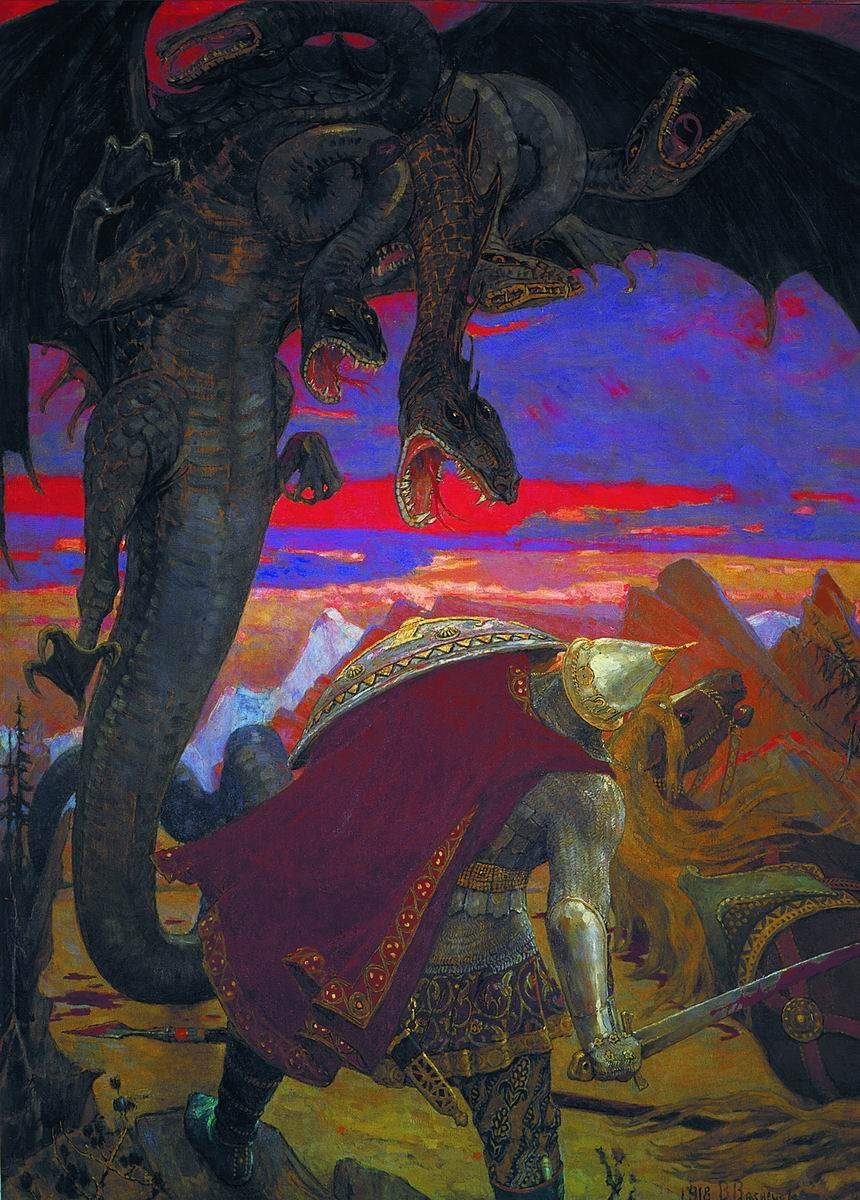
Boj Dobryni Nikitiča s semiglavym Zmeem Gorynyčem di Viktor Michajlovič Vasnecov, 1918.
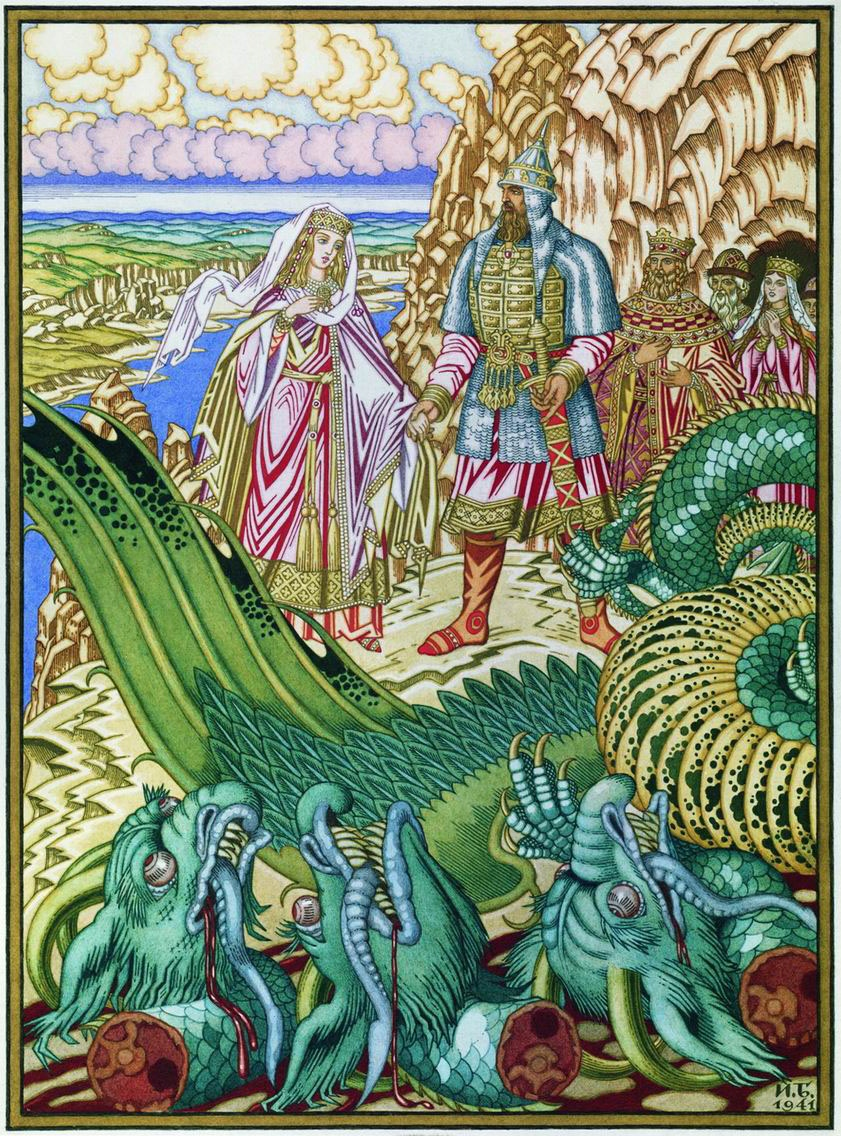
Dobrynja Nikitič osvoboždaet ot Zmeja Gorynyča Zabavu Putjatičnu di Ivan Jakovlevič Bilibin, 1941.
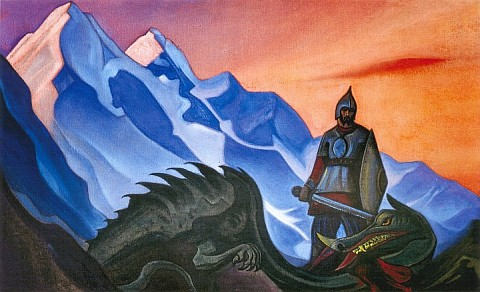
Pobeda di Nikolaj Konstantinovič Rerich, 1942

### Cinema
- Vasilisa la bella (1939) di Aleksandr Arturovič Rou
- Il conquistatore dei Mongoli (1956) di Aleksandr Lukič Ptuško
- Ogon', voda i... mednye truby (1967) di Aleksandr Arturovič Rou
- Tam, na nevedomych dorožkach… (1982) di Michail Iosifovič Juzovskij
- Na zlatom kryl'ce sideli (1986) di Boris Vladimirovič Rycarev

### Animazione
- Carevna-ljaguška (1954)
- Ključ (1961)
- Dobrynja Nikitič (1965)
- Meža (1967)
- Skazka skazyvaetsja (1970)
- Alënuška i soldat (1974)
- Poslednjaja nevesta Zmeja Gorynyča (1978)
- Baba-jaga protiv! (1980)
- Ivaška iz Dvorca pionerov (1981)
- Sineglazka (1984)
- Nu, pogodi! (1986)
- Doverčivyj drakon (1988)
- Fantazëry iz derevni Ugory (1994)
- Babka Ëžka i drugie (2006)
- Dobrynâ Nikitič i Zmej Gorynyč (2006)
- Tri bogatyrja i Šamachanskaja carica (2010)
- Tri bogatyrja na dal’nich beregach (2012)
- Ivan Carevič i Seryj Volk (2012)
- Tri bogatyrja i morskoj car’ (2016)

### Altro
"Zmej Gorynyč" è un nome gergale per il sistema sovietico di sminamento UR-77 Meteorit, creato nel 1977 sulla base dell'obice 2S1 Gvozdika.